# Ilmakkijärvi
Ilmakkijärvi är en sjö i kommunen Sodankylä i landskapet Lappland i Finland. Sjön ligger 208,2 meter över havet. Arean är 67 hektar och strandlinjen är 3,64 kilometer lång. Sjön  ingår i Kemi älvs huvudavrinningsområde.   Den ligger omkring 140 kilometer norr om Rovaniemi och omkring 840 kilometer norr om Helsingfors. 